# Peyregoux
Peyregoux è un comune francese di 125 abitanti situato nel dipartimento del Tarn nella regione dell'Occitania.

## Società

### Evoluzione demografica
Abitanti censiti